# Dramma (unità di misura)
La dramma (dram) è un'antica unità di misura della massa usata in farmacia e diffusa nel mondo anglosassone fino al XIX secolo. Il simbolo è ℨ. Derivante dall'antica dramma greca, 1 dramma equivale a 1⁄8 di oncia (troy).
- 1 oncia (31,1 g) = 8 dramme
- 1 dramma (3,89 g) = 3 scruppole (scruple)
- 1 scruppole (1,30 g) = 20 grani
- 1 grano = 64,8 mg[1]